# Dora Bruck-Heinz
Dora Bruck-Heinz (* 23. März 1925 in Wien; † 31. März 2011 ebenda), geborene Bruck, war eine österreichische Kunsthistorikerin.

## Leben
Dora Bruck studierte während des Zweiten Weltkriegs an der Universität Wien Kunstgeschichte bei den Professoren Karl M. Swoboda und Wladimir Sas-Zaloziecky. Sie wurde 1948 mit einer Dissertation, die dem byzantinischen Einfluss auf die Salzburger Buchmalerei des 12. Jahrhunderts gewidmet war, promoviert. Sie arbeitete ab 1947 am Kunsthistorischen Institut der Universität Wien und trat 1949 als Kustodin in die Dienste des Museums für angewandte Kunst in Wien. Hier konzentrierte sich Dora Heinz auf die Erforschung der bedeutenden Textilsammlung des Museums. 1976 schied sie aus Krankheitsgründen aus und publizierte zahlreiche wissenschaftliche Werke, mit der sie ihren internationalen Ruf als Spezialistin für Textilkunst begründete.
Sie war seit 1951 mit dem Wiener Kunsthistoriker Günther Heinz verheiratet. Das Ehepaar hatte drei Töchter.

## Veröffentlichungen (Auswahl)
- Der byzantinische Einfluß auf die Salzburger Buchmalerei des 12. Jahrhunderts. Wien 1948, (Wien, Universität, Dissertation, 1948).
- Die großen Porträtstammbäume der maximilianischen Zeit. Wien 1948, (Wien, Institut für Österreichische Geschichtsforschung, Hausarbeit, 1948).
- Linzer Teppiche. Zur Geschichte einer österreichischen Teppichfabrik der Biedermeierzeit. Schroll, Wien u. a. 1955.
- Alte Orientteppiche (= Wohnkunst und Hausrat, einst und jetzt . 24, ZDB-ID 258581-9). Franz Schneekluth, Darmstadt 1956.
- Zur Geschichte und Bedeutung des Gösser Ornats. In: Alte und moderne Kunst. Jahrgang 2, Nummer 2, 1957, S. 5–8.
- Der Paramentenschatz der Stadtpfarrkirche in Linz. Schroll, Wien u. a. 1962.
- Europäische Wandteppiche. Band 1: Von den Anfängen der Bildwirkerei bis zum Ende des 16. Jahrhunderts (= Bibliothek für Kunst- und Antiquitätenfreunde. Band 37, ZDB-ID 518703-5). Klinkhardt & Biermann, Braunschweig 1963.
- Mittelalterliche Tapisserien. Verlag Brüder Rosenbaum, Wien 1965.
- Textilien. In: Harry Kühnel (Hrsg.): Gotik in Österreich. Ausstellungskatalog. Kulturverwaltung Krems, Krems 1967, S. 243–261.
- Europäische Tapisseriekunst des 17. und 18. Jahrhunderts. Die Geschichte ihrer Produktionsstätten und ihrer künstlerischen Zielsetzungen. Böhlau, Wien u. a. 1995, ISBN 3-205-98163-4.